# Halvor Asphol
Halvor Asphol (ur. 15 czerwca 1961) – norweski skoczek narciarski. Najlepsze wyniki w Pucharze Świata osiągnął w sezonie 1981/1982, kiedy zajął 28. miejsce w klasyfikacji generalnej.
Największym sukcesem tego skoczka jest szóste miejsce na mistrzostwach świata w lotach w Oberstdorfie w 1981 oraz piąte miejsce w 30. Turnieju Czterech Skoczni. Jego rekord życiowy to 175 m na Čerťáku w Harrachovie.

## Puchar Świata w skokach narciarskich

### Miejsca w klasyfikacji generalnej
- Sezon 1979/1980: 60.
- Sezon 1980/1981: 39.
- Sezon 1981/1982: 28.
- Sezon 1983/1984: 34.

### Miejsca na podium chronologicznie
1. Bischofshofen – 6 stycznia 1982 (2. miejsce).

## Mistrzostwa świata w lotach
- Indywidualnie
  - 1981 Oberstdorf (GER) – 6. miejsce